# Triclistus parallelus
Triclistus parallelus är en stekelart som beskrevs av Tohru Uchida 1932. Triclistus parallelus ingår i släktet Triclistus och familjen brokparasitsteklar. Inga underarter finns listade i Catalogue of Life.